# Карпівка (Кременчуцький район)
Ка́рпівка — село в Україні, у Горішньоплавнівській міській громаді Кременчуцького району Полтавської області. Населення становить 129 осіб.

## Географія
Село Карпівка знаходиться на лівому березі річки Дніпро в місці впадання в неї річки Сухий Кобелячок, примикає до села Салівка. Річка (Сухий Кобелячок) в цьому місці звивиста, утворює лимани, стариці та заболочені озера.

## Історія
Село виникло на території колишнього хутора Карпенки (який позначений на карті 1872 року.)
Станом на 1910 рік хутір Карпенки належав до Келебердянської волості Кременчуцького повіту Полтавської губернії.
Станом на 1913 рік дворів - 21, населення - 105 чоловік.

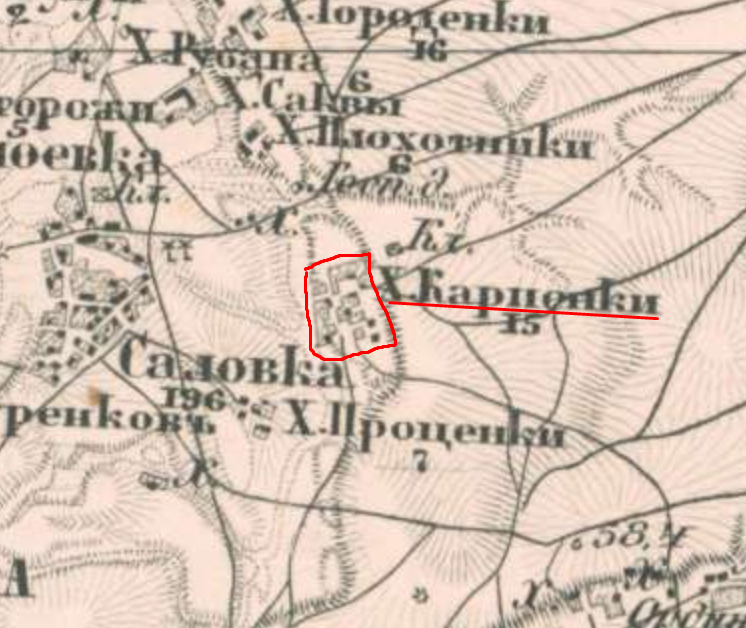
хутір Карпенки (сучасне село Карпівка)